# Torneo Interbritannico 1903
Il Torneo Interbritannico 1903 fu la ventesima edizione del torneo di calcio conteso tra le Home Nations dell'arcipelago britannico. Il torneo fu vinto congiuntamente da Scozia, Inghilterra e Irlanda. 

## Risultati
| Data             | Luogo         | Squadra 1   | Risultato | Squadra 2 |
| ---------------- | ------------- | ----------- | --------- | --------- |
| 14 febbraio 1903 | Wolverhampton | Inghilterra | 4 - 0     | Irlanda   |
| 2 marzo 1903     | Portsmouth    | Inghilterra | 2 - 1     | Galles    |
| 9 marzo 1903     | Cardiff       | Galles      | 0 - 1     | Scozia    |
| 21 marzo 1903    | Glasgow       | Scozia      | 0 - 2     | Irlanda   |
| 28 marzo 1903    | Belfast       | Irlanda     | 2 - 0     | Galles    |
| 4 aprile 1903    | Sheffield     | Inghilterra | 1 - 2     | Scozia    |

## Classifica
| Pos | Squadra     | Pti | G | V | N | P | GF | GS |
| --- | ----------- | --- | - | - | - | - | -- | -- |
| 1   | Inghilterra | 4   | 3 | 2 | 0 | 1 | 7  | 3  |
| 1   | Irlanda     | 4   | 3 | 2 | 0 | 1 | 4  | 4  |
| 1   | Scozia      | 4   | 3 | 2 | 0 | 1 | 3  | 3  |
| 4   | Galles      | 0   | 3 | 0 | 0 | 3 | 1  | 5  |

## Vincitori
| Campioni 1903 Inghilterra |

| Irlanda |

| Scozia |